# حامی‌ها

حامی ها، برخی از مردم شمال آفریقا و شاخ آفریقا

حامی‌ها نامی است که پیش از این برای برخی از مردم شمال آفریقا و شاخ آفریقا در چارچوب الگوی منسوخ‌شده تقسیم بشریت به نژادهای مختلف استفاده می‌شد. در این دسته‌بندی، مصریان باستان (و قبطی‌های امروزی)، مردم بربر امروزی شمال آفریقا و سومالی و بخش‌هایی از اتیوپی از نژاد حامی درنظر گرفته می‌شدند. از آغاز سدهٔ نوزدهم، محققان نژاد حامی را به همراه نژادهای آریایی و سامی به‌عنوان زیرگروهی از نژاد سفید (قفقازی‌تبار) طبقه‌بندی می‌کردند.
اصطلاح حامی‌ها در اصل از کتاب پیدایش در انجیل وام گرفته شده و در آن جا برای فرزندان حام پسر نوح به کار می‌رود. این اصطلاح در ابتدا در تقابل با دو تقسیم‌بندی پیشنهادی دیگر از نوع بشر بر اساس داستان نوح به کار می‌رفت: سامی‌ها و یافثی‌ها.
در این تقسیم‌بندی نام حامی به شاخه‌های بربری، کوشیتی و مصری از خانواده زبان‌های آفروآسیایی گفته می‌شد که به همراه شاخه سامی پیش از این جمعاً گروه نژادی «حامی‌سامی» نامیده می‌شدند.